# Конічев Костянтин Іванович
♙
Конічев Костянтин Іванович (рос. Коничев Константин Иванович 26 лютого, 1904 — 2 травня, 1971 ) - російський радянський письменник. Головний редактор видавництва «Лениздат» у 1952-1953 роках.

## Життєпис

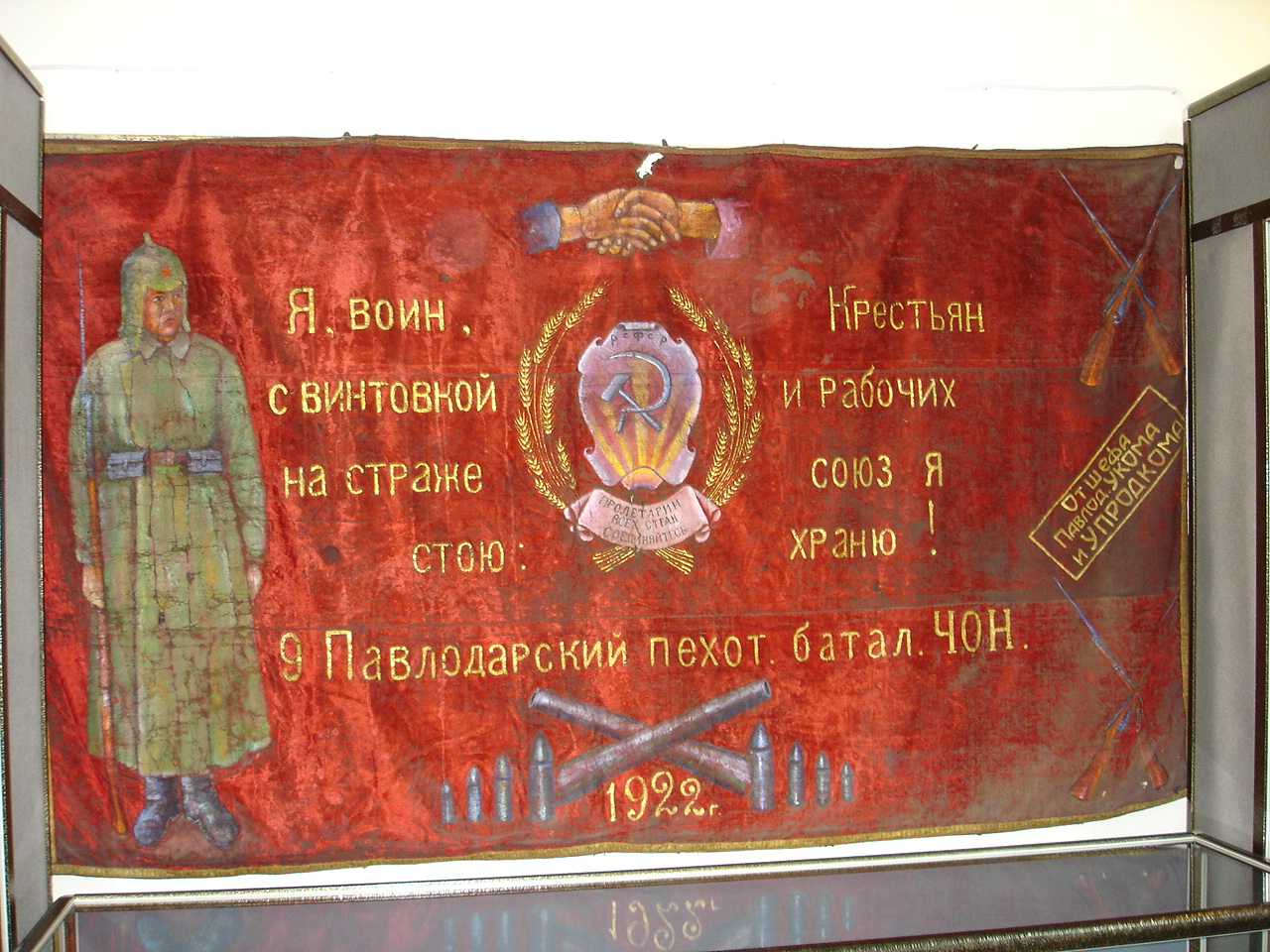
Прапор одного з військових згонів ЧОН. 1922 р.

Народився в селянській родині в селищі Поповська, тоді Вологодська губернія. Батько рано помер і хлопця виховував опікун. Підлітка навчали ремеслу чоботаря. Окрім цього був здіяний на всілякій сільській роботі в полі, в лісі. 1911 року був влаштований в Коровінську церковну школу, котру закінчив через три роки. Нагородою за старанне навчання були декілька книжок, подарованих підлітку вчителем за успіхи. Почав працювати чоботарем в селі, відрізнявся тим, що знав грамоту.
Інші місцини країни побачив в роки Громадянської війни. Повернувся в рідне селище, де працював чоботарем. У вільні часі почав прикладатися до літературної творчості і робив вірші, начерки, статті, котрі відсилав у місцеву газету «Червоний Північ» ( «Красный Север».)
1923 року став комсомольцем, був завідувачам ізби-читальні.
Став вояком в Частинах особливого призначення. Ці напіввійськові формування були військово-партійними загонами для надання військової допомоги більшовицькій владі на місцях, для  караульної служби на важливих об'єктах тощо. Аби здобути адміністративну кар'єру, навчався в Радянській партійній школі. 1926 року став членом партії більшовиків.
З 1929 року почав позиціонувати себе як письменника,вийшли з друку його книги «Сільські стежки», «По слідах молодості», «Бойові дні ».
Працював в  Архангельському ГПУ (Державне політичне управління НКВС, 1932 г.) під час сталінських репресій. 
Був адміністративним наглядачем за арештованим поетом Леонідом Мартиновим (1905—1980), що перебував на примусовому покаранні і засланні на півночі.
В період  1935—1941 рр. працював редактором і цензором у  Архангельському обласному видавництві, водночас редагував  альманах «Північ» («Север»). Навчався в Літературному інституті імени М. Горького в Москві, котрий закінчив 1940 року. В роки війни 1941—1945 рр. К.І. Конічев брав участь у військових операціях на Карельському фронті.
По демобілізації з армії - у 1946—1951 рр. — редактор Архангельського видавництва. Отримав дозвіл від радянського уряду на поселення в місті Ленинграді, у 1951—1952 рр. — головний редактор видавництва «Лениздат».
Мав дозвіл на відвідини низки закордонних держав, чого була позбавлена переважна більшість мешканців СРСР урядом в Москві.
Подорожував у Арабській республіці Єгипет, з якою підтримував стосунки комуністичний уряд Москви, та в Греції. Наслідками подорожі до Греції стала книга «По дорогах Еллади». Помер в Ленінграді 1971 року , похований на Богословському кладовищі.
Бібліотека Костантина Конічева нараховувала 4.000 томів, де переважали історичні, наукові і фольклорні видання радянського періоду, дозволені цензурою.  Декілька екслібрисів для книжкового приватного зібрання радянського письменника створив  ленінградский художник В. А. Меньшиков (1901—1978).
23 січня 1975 року вулиця Нагорна в поселенні Октябрьське в місті  Вологда была перейменована на вулицю Конічева.

## Оцінка сучасника
Як член комуністичної партії і літератор, що обіймав посаду головного редактора видавництва «Лениздат» в найтяжчі для країни останні роки Сталіна, Конічев був помітним номенклатурним працівником. Справедливу оцінку його творчості дав Гура В.В.  (російською) 
| Писать портрет автора этой книги трудно во всех отношениях. Его поиски самого себя, необщего выражения своего писательского лица, слишком, быть может, затянулись, путь его к лучшим произведениям был совсем нелегким и когда, кажется, он начал выходить на свою, пробитую немалым трудом дорогу, она оказалась совсем короткой, исходом жизни [3]. |

## Вибрані твори
- «Сільські стежки», 1929
- «По слідах молодості», 1936
- «Бойові дні », 1938
- « Сільська повість»

Худ. Меньшиков В.А. Екслібрис письменника К.І. Конічева.

- «Повість про Федота Шубіна », 1940, 1950
- «Від Карелії до Кореї», 1948
- « Люди великих справ», 1949
- «На північ від Вологди», 1954
- «Повість про Верещагіна», 1956
- «В року тридцятому », 1964
- «Із життя взяте », 1964
- «В року тридцятому», 1964
- «Російський самородок. Повість про Ситіна », 1966
- «Сільська повість »
- «По дорогах Греції»